# Airbourne
Airbourne är en hårdrocksgrupp från Australien, bildat 2001.
Airbourne har varit förband åt bland annat Motörhead, Mötley Crüe och The Rolling Stones. Bandet är inspirerade av AC/DC, Motörhead, Rose Tattoo, The Poor Boys och The Angels. Bandets frontfigur är Joel O’Keeffe, som tillsammans med brodern Ryan är bandets grundare och huvudsakliga låtskrivare.
Sommaren 2011 var de förband åt Iron Maiden under deras brittiska del av The Final Frontier World Tour innan de tog en paus för att arbeta med den nästkommande skivan, Black Dog Barking, som släpptes 21 maj 2013.
Airbourne var tillsammans med The Hellacopters förband till Iron Maidens Legacy of The Beast World Tour under Sverigespelningen på Ullevi i Göteborg fredag den 22 juli. 

## Utrustning
Joel O’Keeffe och Roads använder sig av Gibson-gitarrer, främst Gibson Explorer men också Gibson SG. Street spelar på Fender Precision Bass. De använder sig av förstärkare och annan utrustning från Marshall, bland annat JMP 2203, Super Lead 1959 samt JCM 800 – i sistnämnda fall både i originalutgåva samt med "Beast"-funktionen avaktiverad, inspirerat av Kerry King. Ryan O’Keeffe använder sig av Superstar Hyper-Drive-trummor från Tama Drums och cymbaler från Zildjian.

## Medlemmar
- Joel O’Keeffe - sång, elgitarr
- Ryan O’Keeffe - trummor
- David Roads - elgitarr
- Justin Street - elbas (från och med sommaren 2004)

### Tidigare medlemmar
- Adam Jacobson - elbas  (2003 till sommaren 2004)

## Diskografi
- Ready To Rock – 2004, EP
- Live at the Playroom – 2007, EP
- Runnin' Wild – 2007, studioalbum, i samband med albumet släpptes singlarna "Diamond in the Rough", "Runnin' Wild" och "Too Much, Too Young, Too Fast"
- No Guts. No Glory – 2010, studioalbum, i samband med albumet släpptes "Blonde, Bad and Beautiful", "Bottom of the Well" och "No Way But The Hard Way"
- Black Dog Barking – 2013, studioalbum, i samband med albumet släpptes "Live It Up" och "No One Fits Me (Better Than You)"
- Boneshaker – 2019, studioalbum